# 中村祐七
中村 祐七（なかむら ゆうしち、1845年5月20日〈弘化2年4月15日〉 - 1915年〈大正4年〉6月10日）は、日本の実業家。中村組合資会社業務執行社員。姫路水力電気相談役。族籍は兵庫県平民。

## 人物
石見国邑智郡口羽村（現・島根県邑智郡邑南町）の人である。島根県平民・中村彌三八の二男。1874年、姫路に来て陸軍用達となる。1882年、分家して一家を創立する。1887年、加東郡青野ヶ原を開いて軍馬養成所に充て1891年、伯耆大山を開く。始終力を軍用に尽くす。1915年6月10日、死去。年71。住所は姫路市龍野町1丁目。

## 家族・親族
中村家
- 妻・はな（1861年 - ?、兵庫、専崎弥五平の養女）[4]
- 養子・彌之祐（1871年 - 1931年、島根、三上新市郎の弟[2][4]、中村組社長）
  - 同妻・榮枝（1884年 - ?、兵庫、波多野鋮之助の長女）[2][4]
  - 同長男・四郎祐（1906年 - ?）[4]
  - 同長女・辰子（1904年 - ?）[4]
  - 同二女[4]
- 養女[4]
- 長女[4]
- 二女・みつ[4]（1902年 - ?、兵庫、牛尾梅吉の長男健治の妻）
- 孫[2]